# Günther Weidlinger
Günther Weidlinger (ur. 5 kwietnia 1978 w Braunau am Inn) – austriacki lekkoatleta, długodystansowiec.

## Osiągnięcia
- 4. miejsce w mistrzostwach świata juniorów (bieg na 3000 m z przeszkodami, Sydney 1996)
- złoto mistrzostw Europy juniorów (bieg na 3000 m z przeszkodami, Lublana 1997)
- srebrny medal mistrzostw Europy w biegach przełajowych (juniorzy, Oeiras)
- złoty medal młodzieżowych mistrzostw Europy (bieg na 3000 m z przeszkodami, Göteborg 1999)
- 8. miejsce podczas igrzysk olimpijskich (bieg na 3000 m z przeszkodami, Sydney 2000)
- brąz igrzysk wojska w biegu na 5000 metrów (Katania 2003)
- 2. miejsce w Pucharze Europy w biegu na 10 000 metrów (Ferrara 2007)
- wielokrotny finalista największych międzynarodowych imprez lekkoatletycznych
- zwycięstwa na różnych dystansach podczas zawodów I i II ligi Pucharu Europy
- pięćdziesiąt[1] złotych medali mistrzostw Austrii w różnych konkurencjach[2]
- wielokrotny rekordzista kraju na różnych dystansach

## Rekordy życiowe
- bieg na 3000 m z przeszkodami – 8:10,83 (1999) rekord Austrii
- bieg na 1500 m – 3:34,69 (2000) rekord Austrii
- bieg na 2 mile – 8:21,88 (2005) rekord Austrii
- bieg na 5000 m – 13:13,44 (2005) rekord Austrii
- bieg na 10 000 m – 27:36,46 (2008) rekord Austrii
- półmaraton – 1:01:42 (2007) rekord Austrii
- maraton – 2:10:47 (2009) rekord Austrii
- bieg na 3000 m (hala) – 7:44,19 (2003) rekord Austrii